# François Villiers
François Villiers (Parigi, 2 marzo 1920 – Boulogne-Billancourt, 29 gennaio 2009) è stato un regista e sceneggiatore francese.

## Biografia
Regista di talento, discreto e sensibile, ha diretto una dozzina di film importanti in quarant'anni di carriera, dal 1949 al 1989, aggiudicandosi nel 1958 il Golden Globe per il miglior film straniero e nel 1989 il premio del pubblico al Festival di Cannes. Dalla metà degli anni sessanta rivolge i suoi interessi alla televisione con una serie di film assai prestigiosi come la versione francese delle Inchieste del commissario Maigret. Assai apprezzato, partecipa sovente alla sceneggiatura dei suoi films. Era il fratello dell'attore Jean-Pierre Aumont, con il quale girò nel 1949 il suo primo film, Hans le marin, avendo a fianco la moglie di quest'ultimo, María Montez. Ha avuto cinque figli, Mara, Patty, Venita, Jean e Aruna, e tutti tranne Venita seguirono le sue orme al cinema. È deceduto all'età di 88 anni.

## Filmografia

### Regista cinematografico
- Hans le marin (1949)
- L'Eau vive (1958)
- Le Foulard de Smyrne (1958) cortometraggio documentario
- La Duchesse (1959) cortometraggio documentario
- La Verte Moisson (1959)
- Pierrot la tendresse (1960)
- Il pozzo delle tre verità (Le Puits aux trois vérités) (1961)
- Fumée, histoire et fantasie (1962) cortometraggio
- Un filo di speranza (Jusqu'au bout du monde) (1963)
- La finestra della morte (Constance aux enfers) (1964)
- Quella terribile notte (L'Autre femme) (1964)
- L'Affaire du camion (1966) cortometraggio
- Manika, une vie plus tard (1989)